# David Etxebarria
Pour les articles homonymes, voir Etxebarria.
David Etxebarria Alkorta, né le 23 juillet 1973 à Abadiño en Biscaye, est un coureur cycliste espagnol. Il est professionnel de 1995 à 2006.

## Biographie
David Etxebarria commence sa carrière professionnelle en 1995 dans l'équipe ONCE, dans laquelle il reste jusqu'en 2000. Ses principales victoires sont deux étapes du Tour de France 1999 dont une à Saint-Flour, et la Bicyclette basque la même année. Il aremporte également le Tour de l'Avenir en 1996 et une étape de Paris-Nice deux ans plus tard.
En 2001, il rejoint l'équipe basque Euskaltel-Euskadi, avec laquelle il remporte des étapes du Tour du Pays basque et de la Bicyclette basque.
De retour dans son ancienne équipe, devenue Liberty Seguros, en 2005, il met fin à sa carrière en 2006 après avoir été suspecté de dopage dans l'Affaire Puerto.

## Palmarès

### Palmarès amateur
- 1993
  - Mémorial Etxaniz
  - 3e du Tour de la Bidassoa
- 1994
  -  Champion d'Espagne sur route amateurs
  - 3e de la Subida a Gorla

### Palmarès professionnel
- 1995
  - 4e étape du Tour de l'Avenir
  - 3e de la Clásica de Alcobendas
- 1996
  - 3e étape du Tour des Asturies
  - GP Llodio
  - Tour de l'Avenir :
    - Classement général
    - 7e étape

  - Trophée Luis Ocaña (es)
- 1997
  - 3e étape du Tour des vallées minières
  - 6e étape du Tour de Suisse
  - 2e de la Clásica de Sabiñánigo
  - 3e du Tour d'Andalousie
  - 3e du championnat d'Espagne sur route
- 1998
  - 2e étape de Paris-Nice
  - 3e du Tour d'Andalousie
  - 3e de la Clásica de Alcobendas
- 1999
  - Classement général de la Bicyclette basque
  - 12e et 16e étapes du Tour de France
  - 2e du Grand Prix Miguel Indurain
  - 3e de la Klasika Primavera
  - 3e de la Classique des Alpes
- 2000
  - 2e étape de la Bicyclette basque
  - 4e étape du Tour de France (contre-la-montre par équipes)
  - 3e étape du Tour de Galice
  - 2e de Liège-Bastogne-Liège
  - 2e du Tour de Galice
  - 3e de la Bicyclette basque
  - 3e de la Prueba Villafranca de Ordizia
  - 7e de la Flèche wallonne
- 2001
  - 3e étape du Tour de la Communauté valencienne
  - 2e du Grand Prix Miguel Indurain
  - 3e de Liège-Bastogne-Liège
  - 5e de la Flèche wallonne
- 2002
  - 5ea et 5eb (contre-la-montre) étapes du Tour du Pays basque
  - 4ea étape de la Bicyclette basque
  - 2e du Tour du Pays basque
  - 3e de la Klasika Primavera
  - 8e de la Flèche wallonne
- 2003
  - 1re étape de la Bicyclette basque
  - 3e du Grand Prix Miguel Indurain
- 2004
  - 3e du Tour du Pays basque
- 2005
  - Klasika Primavera
  - 4e de la Flèche wallonne
  - 6e de Liège-Bastogne-Liège
  - 8e de l'Amstel Gold Race
- 2006
  - 7e de la Flèche wallonne

## Résultats sur les grands tours

### Tour de France
7 participations
- 1997 : abandon (14e étape)
- 1999 : 12e, vainqueur des 12e et 16e étapes
- 2000 : abandon (15e étape), vainqueur de la 4e étape (contre-la-montre par équipes)
- 2001 : 34e
- 2002 : 60e
- 2003 : hors délais (12e étape)
- 2004 : 77e

### Tour d'Espagne
5 participations
- 1998 : 30e
- 2000 : abandon (16e étape)
- 2001 : 45e
- 2002 : abandon (16e étape)
- 2003 : 29e